# Lyndeborough
Lyndeborough ist eine Town im Hillsborough County, New Hampshire in den Vereinigten Staaten. Beim United States Census 2020 hatte Lyndeborough 1702 Einwohner.

## Geschichte
Das ursprünglich vom Massachusetts General Court an Veteranten des ersten Krieges mit Kanada aus Salem, Massachusetts gewährte Land war ursprünglich als Salem-Canada bekannt. John Cram und seiner Familie waren die ersten Siedler, die 1736 hier eine Sägemühle begründeten. Der Name Lyndeborough resultiert aus einer späteren Landneugewährung an eine Gruppe von Siedlern, zu denen Benjamin Lynde, der spätere Chief Justice of Massachusetts gehörte. Diese Gruppe von Eigentümern lebte jedoch niemals in Lyndeborough und hat die Siedlung womöglich auch nicht besucht. Richter Lynde etwa lebte in Massachusetts, wo er im Suffolk County dem Gerichtsverfahren vorsaß, das sich aus dem Boston Massacre ergab.
Die Stadt ist seit 1833 Heimat der 1804 gegründeten Lafayette Artillery. Das Verwaltungsgebäude der Stadt, die 1889 eröffnete Citizens’ Hall, und der Lyndeborough Center Historic District, zu dem die um 1836 errichtete Congregational Church, die 1846 gebaute Town Hall und die Reste des 1774 entstandenen Town Pound gehören, stehen im National Register of Historic Places.

## Geographie
Nach den Angaben des United States Census Bureaus hat die Town eine Gesamtfläche von 80,8 km², wovon 80,5 km² auf Land und 0,3 km² (= 0,38 %) auf Gewässer entfallen. Der höchste Punkt Lyndeboroughs liegt 579 m über dem Meeresspiegel, wo der Ostkamm des North Pack Monadnock Mountain die westliche Stadtgrenze quert. Weitere signifikante Erhebungen im Stadtgebiet sind Winn Mountain (514 m), Rose Mountain (530 m) und The Pinnacle (519 m).
Lyndeborough grenzt im Nordwesten an Greenfield, im Norden an Francestown, im Nordosten an New Boston, im Osten an Mont Vernon, im Südosten an Milford, im Süden an Wilton und im Südwesten an Temple.

## Demographie
Zum Zeitpunkt des United States Census 2000 bewohnten Lyndeborough 1585 Personen. Die Bevölkerungsdichte betrug 19,7 Personen pro km². Es gab 587 Wohneinheiten, durchschnittlich 7,3 pro km². Die Bevölkerung Lyndeboroughs bestand zu 98,17 % aus Weißen, 0,19 % Schwarzen oder African American, 0,13 % Native American, 0,32 % Asian, 0 % Pacific Islander, 0,38 % gaben an, anderen Rassen anzugehören und 0,82 % nannten zwei oder mehr Rassen. 1,64 % der Bevölkerung erklärten, Hispanos oder Latinos jeglicher Rasse zu sein.
Die Bewohner Lyndeboroughs verteilten sich auf 560 Haushalte, von denen in 37,1 % Kinder unter 18 Jahren lebten. 67,7 % der Haushalte stellten Verheiratete, 4,8 % hatten einen weiblichen Haushaltsvorstand ohne Ehemann und 25,0 % bildeten keine Familien. 16,4 % der Haushalte bestanden aus Einzelpersonen und in 5,7 % aller Haushalte lebte jemand im Alter von 65 Jahren oder mehr alleine. Die durchschnittliche Haushaltsgröße betrug 2,83 und die durchschnittliche Familiengröße 3,20 Personen.
Die Bevölkerung verteilte sich auf 26,9 % Minderjährige, 6,3 % 18–24-Jährige, 32,6 % 25–44-Jährige, 27,3 % 45–64-Jährige und 6,9 % im Alter von 65 Jahren oder mehr. Der Median des Alters betrug 38 Jahre. Auf jeweils 100 Frauen entfielen 102,9 Männer. Bei den über 18-Jährigen entfielen auf 100 Frauen 99,8 Männer.
Das mittlere Haushaltseinkommen in Lyndeborough betrug 59.688 US-Dollar und das mittlere Familieneinkommen erreichte die Höhe von 70.223 US-Dollar. Das Durchschnittseinkommen der Männer betrug 37.941 US-Dollar, gegenüber 29.327 US-Dollar bei den Frauen. Das Pro-Kopf-Einkommen belief sich auf 27.169 US-Dollar. 3,3 % der Bevölkerung und 1,2 % der Familien hatten ein Einkommen unterhalb der Armutsgrenze, davon waren 3,0 % der Minderjährigen und 8,4 % der Altersgruppe 65 Jahre und mehr betroffen.